# Waterpolo Messina 2016-2017

## Rosa
| N° |                   | Ruolo | Giocatore             |
| -- | ----------------- | ----- | --------------------- |
|    | Italia (bandiera) | P     | Alessandra Ventriglia |
|    | Italia (bandiera) | P     | Silvia Laganà         |
|    | Italia (bandiera) | P     | Irene De Matteis      |
|    | Italia (bandiera) | D     | Alessia Morvillo      |
|    | Italia (bandiera) | D     | Federica Radicchi     |
|    | Russia (bandiera) | CV    | Svetlana Kuzina       |
|    | Italia (bandiera) | CV    | Bianca Majolino       |
|    | Canada (bandiera) | CV    | Johanne Bégin         |

| N° |                          | Ruolo | Giocatore              |
| -- | ------------------------ | ----- | ---------------------- |
|    | Italia (bandiera)        | A     | Silvia Bosurgi         |
|    | Nuova Zelanda (bandiera) | A     | Caitlin Lopes Da Silva |
|    | Italia (bandiera)        | A     | Teresa Marchetti       |
|    | Italia (bandiera)        | A     | Ursula Gitto           |
|    | Brasile (bandiera)       | A     | Izabella Chiappini     |
|    | Italia (bandiera)        | A     | Irene Maria Le Donne   |
|    | Italia (bandiera)        | CB    | Rosaria Aiello         |

| Allenatore: | Maurizio Mirarchi |

## Mercato
| Acquisti | Acquisti               | Acquisti          | Acquisti |
| R.       | Nome                   | da                |          |
| -------- | ---------------------- | ----------------- | -------- |
| P        | Alessandra Ventriglia  | Volturno          |          |
| CV       | Svetlana Kuzina        | Uraločka Zlatoust |          |
| CV       | Johanne Bégin          |                   |          |
| A        | Caitlin Lopes Da Silva | North Harbour     |          |

| Cessioni | Cessioni          | Cessioni      | Cessioni |
| R.       | Nome              | a             |          |
| -------- | ----------------- | ------------- | -------- |
| P        | Giulia Gorlero    | N.C. Milano   |          |
| A        | Arianna Garibotti | Orizzonte CT  |          |
|          | Marina Zablith    | fine rapporto |          |